# Torrespaña
Vous pouvez aider à l'améliorer ou bien discuter des problèmes sur sa page de discussion.
- Il ne cite pas suffisamment ses sources. Vous pouvez indiquer les passages à sourcer avec {{référence nécessaire}} ou {{Référence souhaitée}}, et inclure les références utiles en les liant aux notes de bas de page. (Marqué depuis août 2025)
- Il est orphelin : moins de trois articles lui sont liés. Aidez à ajouter des liens en plaçant le code [[Torrespaña]] dans les articles relatifs au sujet. (Marqué depuis août 2025)

- Archive Wikiwix
- Bing
- Cairn
- DuckDuckGo
- E. Universalis
- Gallica
- Google
- G. Books
- G. News
- G. Scholar
- Persée
- Qwant
- (zh) Baidu
- (ru) Yandex
- (wd) trouver des œuvres sur Wikidata

Torrespaña (en espagnol : « Tour d'Espagne ») est une tour de télévision de 231 mètres située dans le district de Salamanca, à Madrid, en Espagne. Elle permet la diffusion des canaux des chaînes de télévisions nationales RTVE, Telecinco et Antena 3, ainsi que de la chaîne de télévision de la communauté autonome madrilène, Telemadrid, ainsi que de plusieurs stations radio.

## Histoire
Les travaux de construction de la tour commencent en 1981 et sont achevés en 1982, en prévision de la coupe du monde de football. Elle est administrée par RTVE jusqu'en 1989, date à laquelle le contrôle des radios et des télévisions est cédé à Retevisión. 
La tour est connue sous le surnom de Pirulí, à cause de la ressemblance de la tour avec un bonbon espagnol très populaire, de forme conique. Elle n'est pas ouverte aux visites. 